# 140 PLM 971 à 999

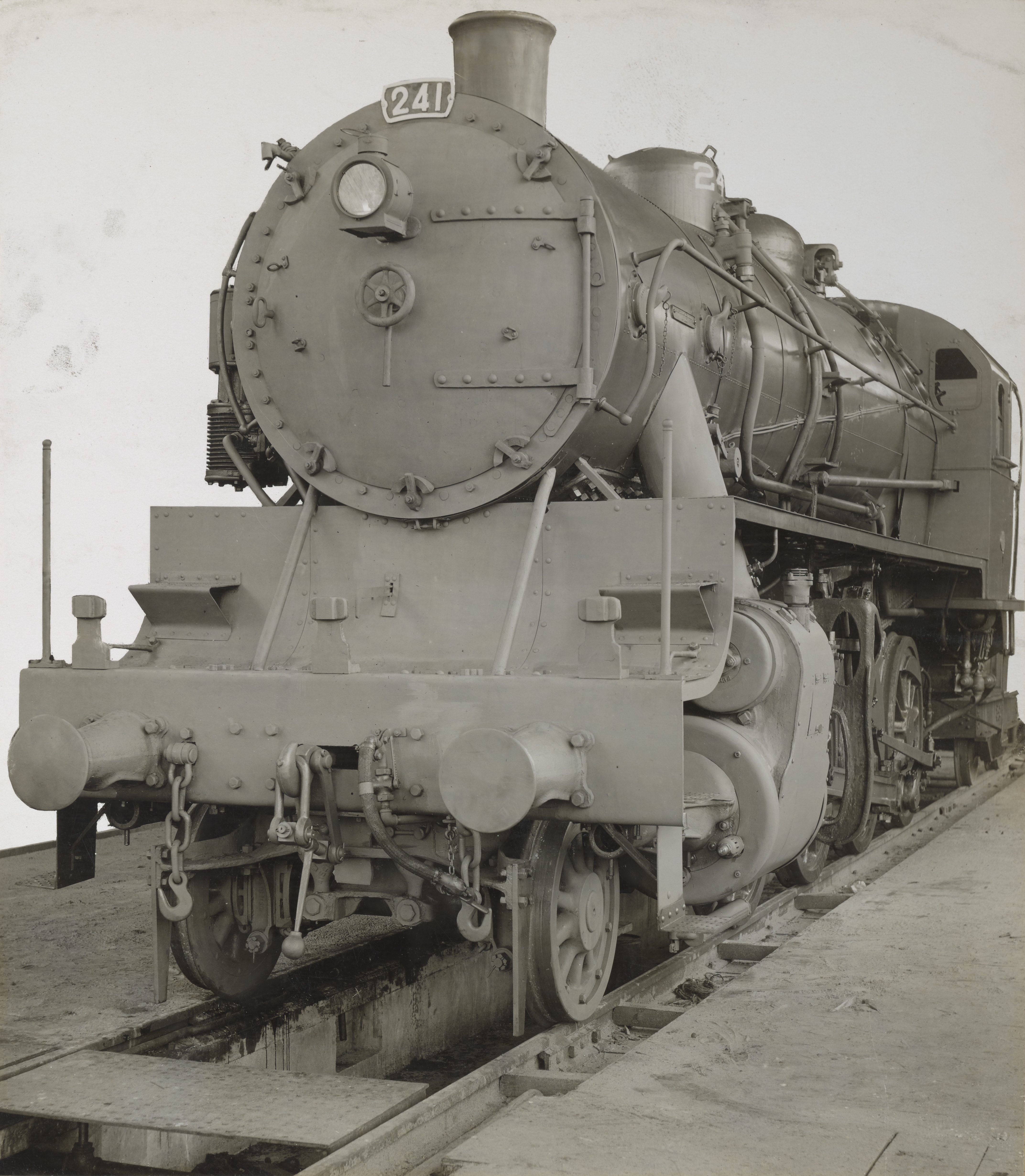
Locomotive en 1917

Les 140 H 1 à 29 sont des locomotives de type Consolidation construites par Alco en 1917 à Schenectady (NY), aux États-Unis et utilisées sur le PLM.

## Genèse
Ces locomotives furent commandées en 1917 à 150 exemplaires par le gouvernement américain pour être utilisées sur le sol français, et seront après la fin de la Première Guerre mondiale réparties de la façon suivante :
- le PO,  76 machines immatriculées dans la série 140 PO 7001 à 7076 ;
- le PLM,  29 machines immatriculées en 1921 dans la série 971 à 999, puis 140 H 1 à 29 à partir de 1925;
- la Compagnie des Chemins de fer du Midi, 40 machines, immatriculées en 1921 dans la série 140 Midi 4101 à 4140.

## Description
Ces locomotives furent construites en s'inspirant du type 140-101 à 370 du réseau de l'État (3-140C), mais leur conception reste typiquement américaine. 
Le châssis est conçu en barres moulées, entretoisées par le bloc-cylindres, la chaudière de forme tronconique dite « wagon top » à surchauffe est équipée d'un foyer « Crampton » à grille débordante sur le dernier essieu.
À la différence des 140 "Pershing" construites par Baldwin à la même époque au gabarit britannique, ces machines produites par Alco étaient au gabarit continental.

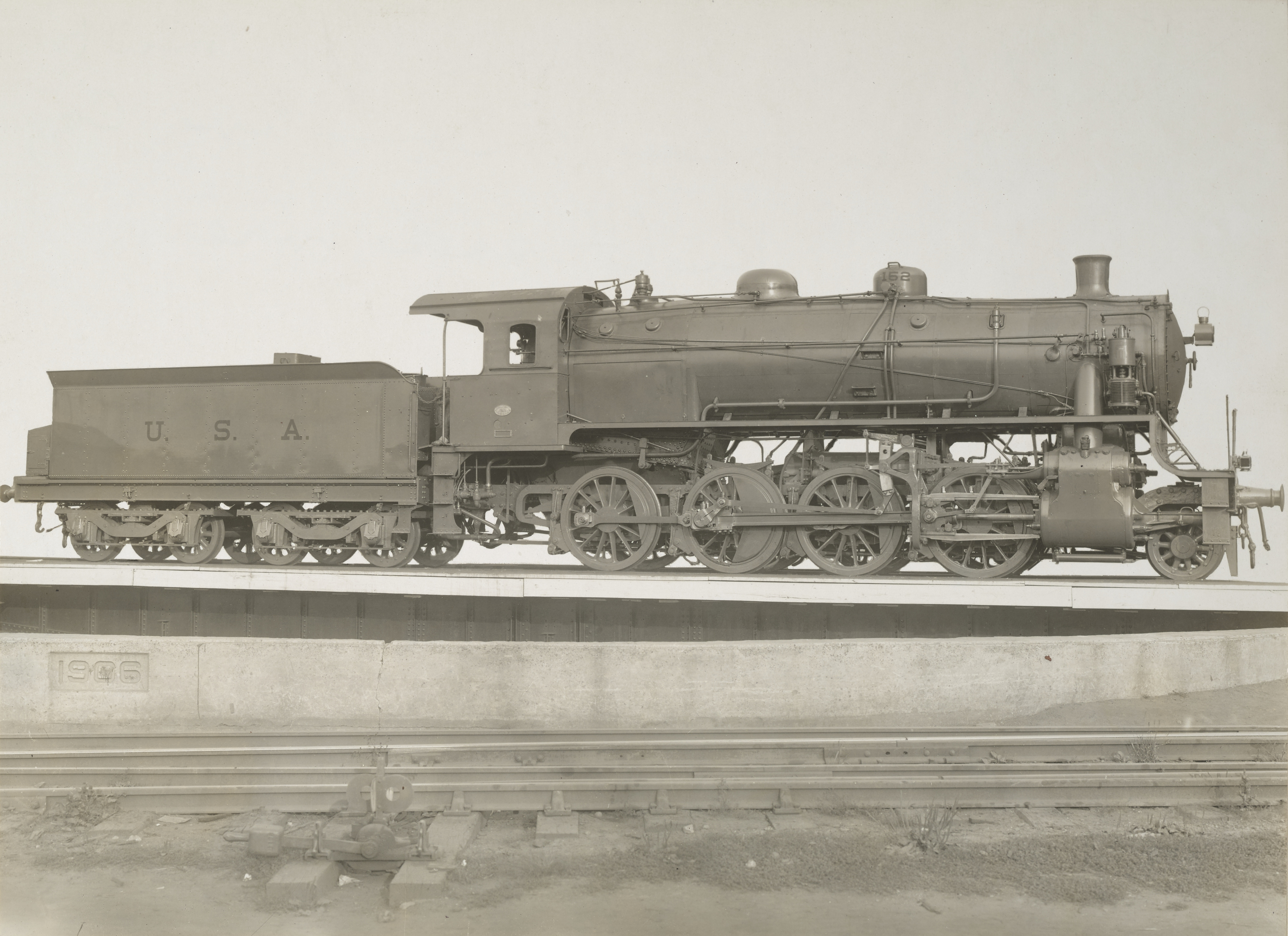
Une 140 Alco à sa sortie d'usine.
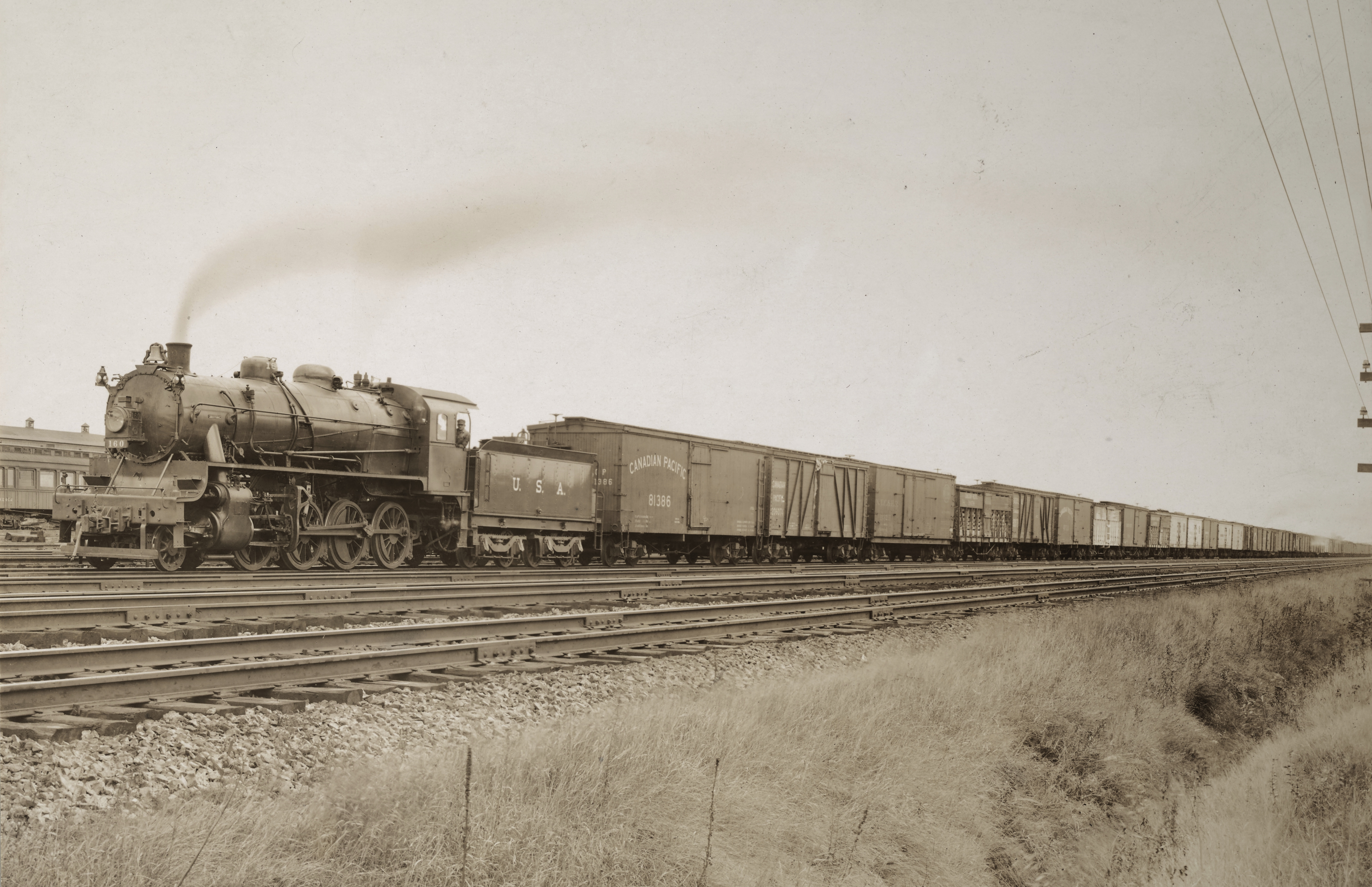
Un train d'essai sur le réseau américain. Pour la circonstance, la locomotive a été équipée de l'attelage automatique avec marchepied, d'un projecteur central, d'une paire de « marker lamps » ainsi que d'une cloche.
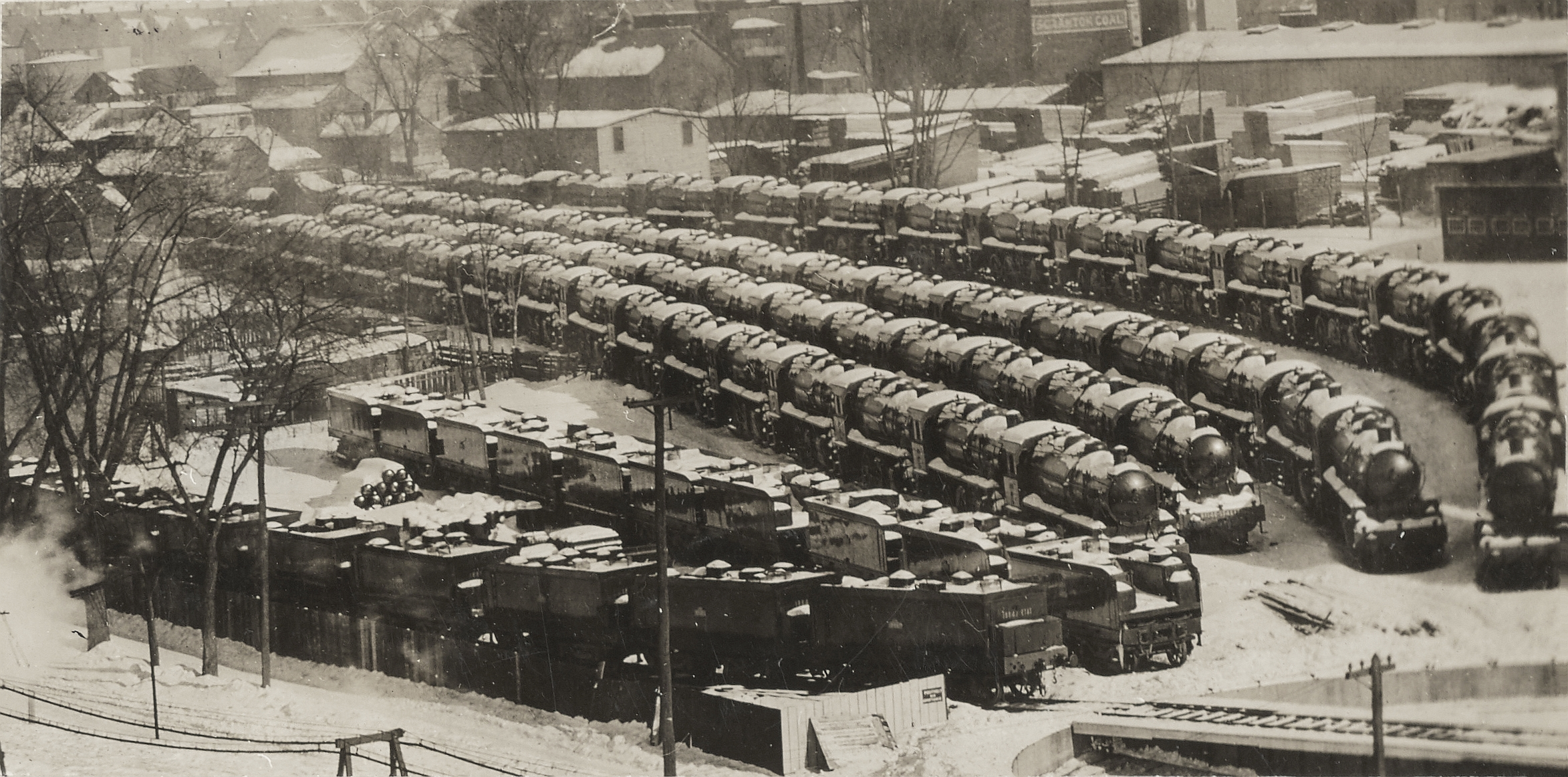
Un groupe de 58 locomotives Alco prêt à être expédié en France durant l'hiver 1917-1918.

## Utilisation et services
Leur utilisation se limite aux trains de marchandises. En 1938 elles deviennent à la SNCF 140 H 1 à 29, et en 1948 toute la série est mutée sur la région Ouest ou se trouvent les 140 État 140-501 à 600 et 1001 à 1045.
La réimmatriculation de toutes ces machines (alors plus qu'au nombre de 237) eut lieu en 1947. Ce furent les 3-140H 1 à 29, les 3-140H 501 à 600, les 3 ou 4-140H 701 à 776, les 3 ou 4-140H 801 à 840 et les 3-140H 1001 à 1045.

## Caractéristiques
- Surface de grille : 3,17 à 3,198 m2
- Surface de chauffe : 169,28 (Etat), 141,39 (PLM), 165,33 (PO/Midi) m2
- Surface de surchauffe : 47,43 (Etat), 50,45 (PLM), 47,82 (PO/Midi) m2
- Nombre d'éléments : ?
- Nombre de cylindres : 2
- Diamètre cylindres : 584 mm
- Course pistons : 660 mm
- Timbre de la chaudière : 12 bar
- Diamètre des roues motrices : 1 440 mm
- Diamètre des roues du bissel : 850 mm
- Masse à vide : ? tonnes
- Masse en ordre de marche : 72,6 (PLM), 74,5 (Etat), 75,5 (Midi), 76,5 (PO) tonnes
- Masse adhérente : 64 (PLM), 65 (État), 66 (Midi), 67,3 (PO) tonnes
- Longueur hors tout de la locomotive seule : 11,263 m
- Puissance maximum indiquée : 945 kW
- Puissance maximum à la jante : ? kW
- Puissance maximum au crochet du tender : ? kW
- Effort de traction maximum : 161 KN
- Vitesse maxi en service : 80 (70 pour le réseau de l'État)  km/h
- Tender : 18A, B ou D
- Tare du tender :  tonnes
- Capacité en eau : 18 m3
- Capacité en charbon : ? tonnes
- Masse du tender en ordre de marche : ?  t
- Masse totale locomotive + tender : ?  t
- Longueur du tender : ? m
- Longueur totale locomotive + tender : ? m